# Адамс (округ Грін, Вісконсин)
Адамс (англ. Adams) — місто (англ. town) в США, в окрузі Ґрін штату Вісконсин. Населення — 540 осіб (2020).

## Демографія
Згідно з переписом 2010 року, у місті мешкало 530 осіб у 208 домогосподарствах у складі 154 родин. Було 234 помешкання
Расовий склад населення:
| - 98,3 % — білих - 0,6 % — корінних американців |

До двох чи більше рас належало 0,2 %. Частка іспаномовних становила 0,8 % від усіх жителів.
За віковим діапазоном населення розподілялося таким чином: 22,8 % — особи молодші 18 років, 65,3 % — особи у віці 18—64 років, 11,9 % — особи у віці 65 років та старші. Медіана віку мешканця становила 44,6 року. На 100 осіб жіночої статі у місті припадало 105,4 чоловіків;  на 100 жінок у віці від 18 років та старших — 116,4 чоловіків також старших 18 років.
Середній дохід на одне домашнє господарство  становив 80 329 доларів США (медіана — 69 583), а середній дохід на одну сім'ю — 89 852 долари (медіана — 75 714). Медіана доходів становила 42 031 долар для чоловіків та 31 250 доларів для жінок. За межею бідності перебувало 9,8 % осіб, у тому числі 25,3 % дітей у віці до 18 років та 2,4 % осіб у віці 65 років та старших.
Цивільне працевлаштоване населення становило 314 осіб. Основні галузі зайнятості: освіта, охорона здоров'я та соціальна допомога — 20,4 %, виробництво — 16,9 %, сільське господарство, лісництво, риболовля — 16,6 %.